# گاودوآب‌ده
کاروتان (ارمنی: Քարոտան) یا گاودوآب‌ده (ترکی آذربایجانی: Kavdadıq) یک منطقهٔ مسکونی در جمهوری آرتساخ است که در استان کاشاتاق واقع شده‌است.